# Powiat Blansko
Powiat Blansko (czes. Okres Blansko) – powiat w Czechach, w kraju południowomorawskim.
Jego siedziba znajduje się w mieście Blansko. Powierzchnia powiatu wynosi 942,46 km², zamieszkuje go 107 636 osób (gęstość zaludnienia wynosi 114,26 mieszkańców na 1 km²). Powiat ten liczy 130 miejscowości, w tym 8 miast.
Od 1 stycznia 2003 powiaty nie są już jednostką podziału administracyjnego Czech. Podział na powiaty zachowały jednak sądy, policja i niektóre inne urzędy państwowe. Został on również zachowany dla celów statystycznych.

## Struktura powierzchni
Według danych z 31 grudnia 2003 powiat ma obszar 942,46 km², w tym:
- użytki rolne - 46,93%, w tym 72,27% gruntów ornych
- inne - 53,07%, w tym 82,69% lasów
- liczba gospodarstw rolnych: 636

## Demografia
Dane z 31 grudnia 2003:
| Opis        | Ogółem  | Kobiety       | Mężczyźni     |
| ----------- | ------- | ------------- | ------------- |
| populacja   | 107 636 | 54 873 50,98% | 52 763 49,02% |
| średni wiek | 38,5    | 40,9          | 37,89         |

- gęstość zaludnienia: 114,26 mieszk./km²
- 51,43% ludności powiatu mieszka w miastach.

## Zatrudnienie
| Mieszkańcy ze stałym zatrudnieniem | 24 728       |
| Średnia pensja miesięczna          | 13 950 koron |
| Bezrobotni                         | 5 014        |
| Stopa bezrobocia                   | 9,52%        |

## Szkolnictwo
W powiecie Blansko działają:
| Rodzaj szkoły                   | Liczba szkół |
| ------------------------------- | ------------ |
| Przedszkola                     | 71           |
| Szkoły podstawowe               | 56           |
| Gimnazja                        | 4            |
| Szkoły średnie techniczne       | 10           |
| Szkoły średnie ogólnokształcące | 8            |
| Szkoły wyższe                   | 1            |

## Służba zdrowia
| Lekarze                               | 318 |
| Szpitale                              | 2   |
| Specjalistyczne ośrodki terapeutyczne | 4   |
| Gabinety dentystyczne                 | 48  |
| Apteki                                | 18  |